# Arthur Pusey
Arthur Pusey foi um ator de teatro e cinema britânico.

## Filmografia selecionada
- The Barton Mystery (1920)
- The Bachelor's Club (1921)
- The Other Person (1921)
- Stable Companions (1922)
- The Lonely Lady of Grosvenor Square (1922)
- The Blue Lagoon (1923)
- Father Voss (1925)
- Land of Hope and Glory (1927)
- Weib in Flammen (1928)
- The Woman on the Rack (1928)
- The Silent House (1929)
- Die vierte von rechts (1929)
- To What Red Hell (1929)
- Red Pearls (1930)